# Beaume (Ardèche)
Die Beaume, oft auch Baume genannt, ist ein Fluss in Frankreich, der im Département Ardèche in der Region Auvergne-Rhône-Alpes verläuft. Ihr Quellbach Ruisseau de Fromental entspringt im Regionalen Naturpark Monts d’Ardèche, westlich des Col de Meyrand, im Gemeindegebiet von Loubaresse. Die Beaume entwässert generell in südöstlicher Richtung und mündet nach rund 44 Kilometern südlich von Ruoms, im Gemeindegebiet von Labeaume, als rechter Nebenfluss in die Ardèche.

## Orte am Fluss
- Loubaresse
- Valgorge
- Joyeuse
- Rosières
- Labeaume

## Sehenswürdigkeiten
Die Beaume ist als landschaftlich schöner Wildfluss der Cevennen bekannt, der teilweise durch tiefe, wildromantische Schluchten fließt. Besonderes der Unterlauf ohne parallele Straße ist ein touristisches Highlight in der Ardèche-Region. Sehr beliebt sind Kajakfahrten im Mittel- und Unterlauf sowie Wanderungen auf alten Pfaden zwischen Labeaume und Rosières. Viele Campingplätze bieten naturnahen Urlaub.

## Flora und Fauna
Die Ufer sind geprägt von Erlen, Weiden und immergrünen Strauchgewächsen. Wasserpflanzen finden sich in dem klaren, meist schnell fließenden Wasser kaum. Der Biber hat sich in den Karsthöhlen am Ufer einen idealen Lebensraum zurückerobert. Als markante Wasservögel trifft man den Graureiher an. Der Gänsegeier zieht auf der Suche nach Nahrung durch das Tal.

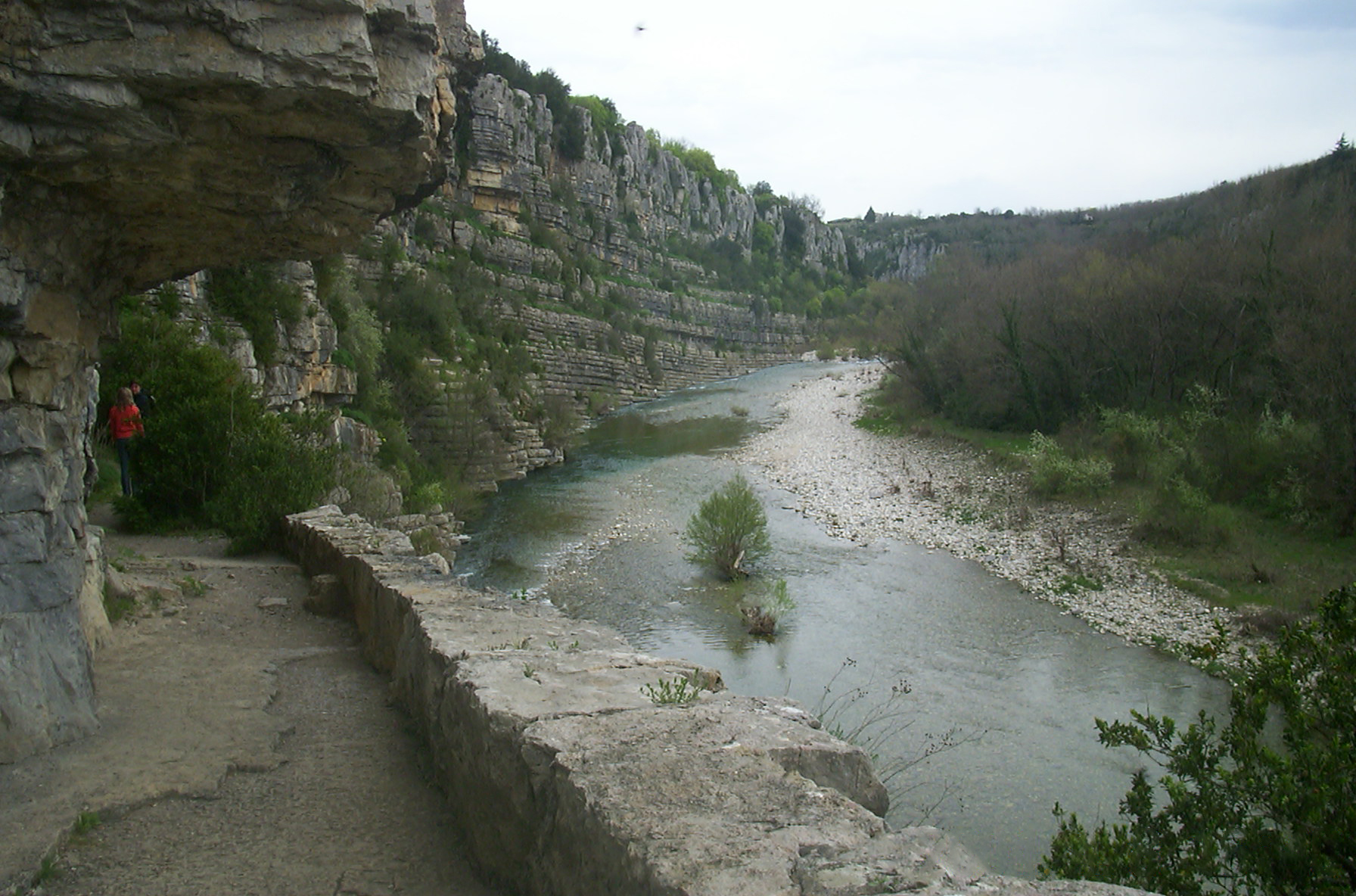
Die Beaume zwischen Rosières und Labeaume
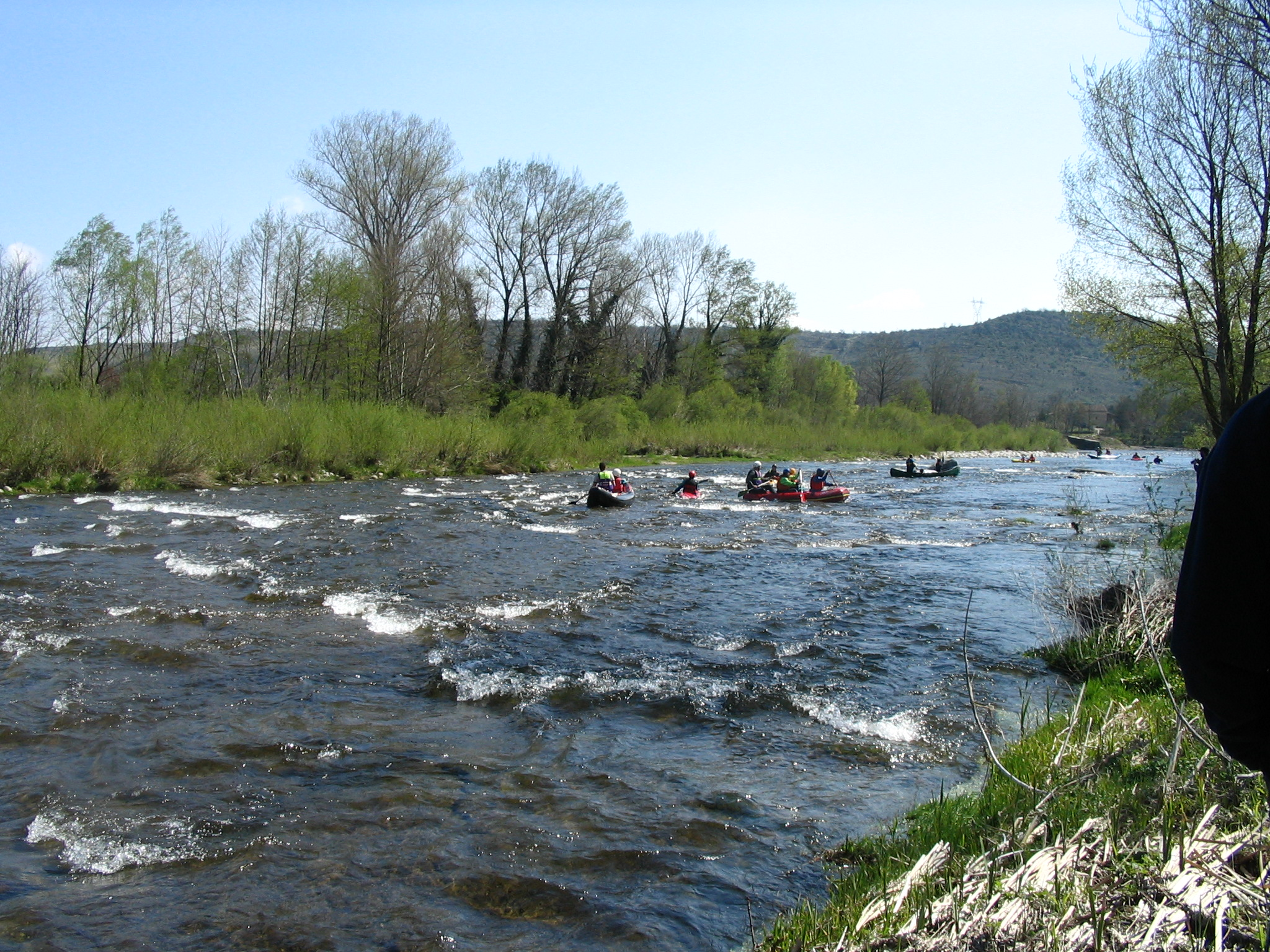
Beginn des Unterlaufs bei Rosières
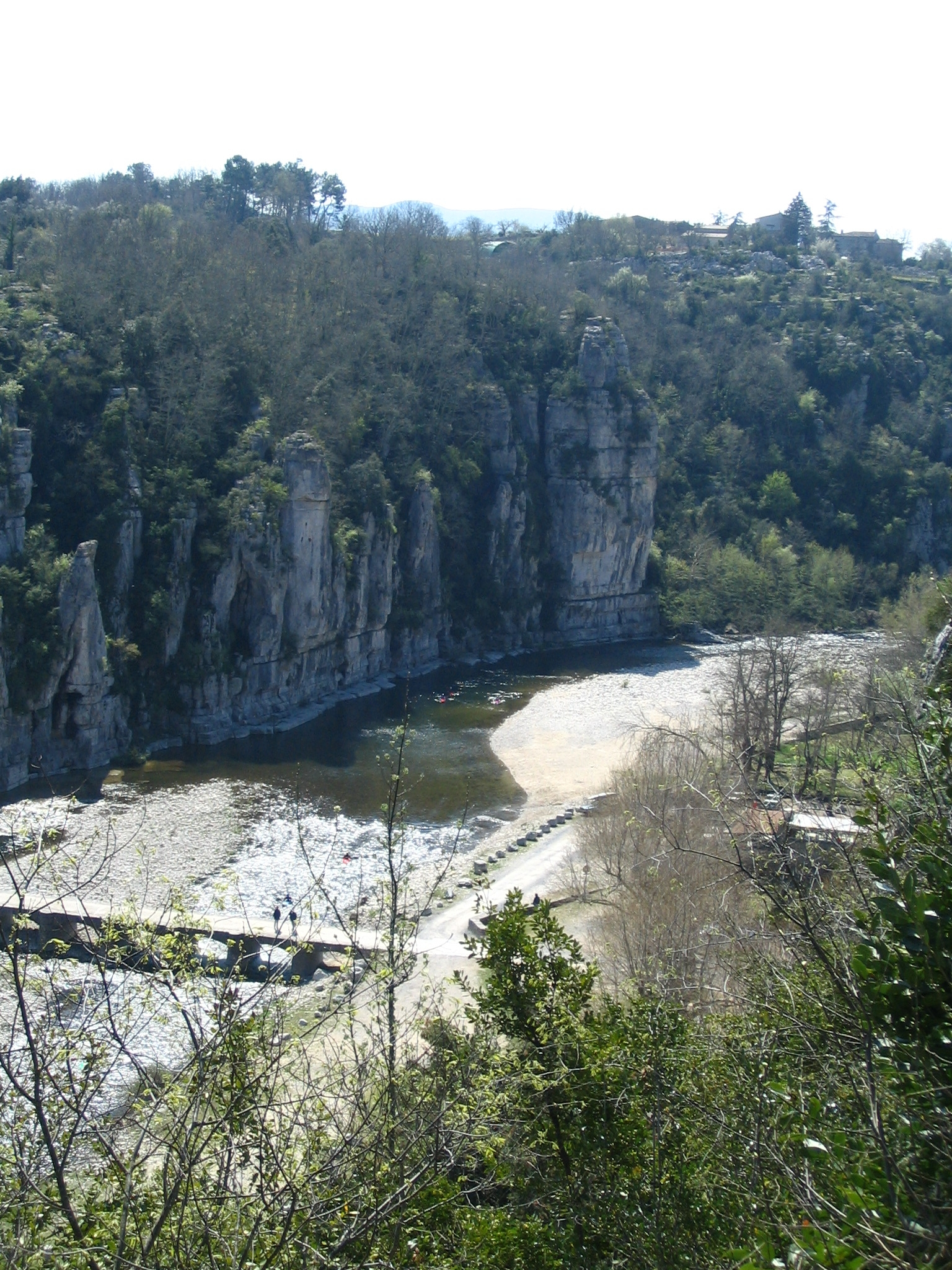
Brücke in Labeaume